# CNP-600
CNP-600是中国核工业总公司的一种自主设计、自主建造、自主管理、自主运营的第二代商用压水堆堆型。额定电功率650 MW、额定热功率1930MW。双环路。堆芯由121组燃料组建构成，活性段高度365.8cm，等效直径267.0cm。冷却剂压力15.5MPa。平均线功率密度16.09kW·m-1。循环长度：280满功率天。堆芯铀装量55.6吨。设计寿命40年。
基于中国第一种商用核电堆型CNP-300研发。并借鉴了大亚湾核电厂的M310堆型。
CNP-600的第一座商业运行反应堆是2002年的秦山核电厂二期工程，总设计师叶奇蓁(中国工程院院士)。2004年至2011年又商投了3座反应堆。2015年和2016年的海南昌江核电厂商业运行了2座反应堆。